# La pareja ideal
La pareja ideal es una canción escrita por Marco Antonio Solís e interpretada por la cantante mexicana-estadounidense Marisela en colaboración con este primero, que esta incluida en su primer álbum debut de estudio titulado Sin él (1984).

## Antecedentes y significado
En 1980, cuando ella tenía 14 años y él cantautor 20, fueron presentados en la disquera Profono CBS, que se preparaba para lanzar a la joven inicialmente con un proyecto de balada, aunque el plan inicial era que incursionara en la música tropical; pero después querían que el vocalista de Los Bukis la produjera.
La canción trata sobre la profunda conexión y amor entre dos personas, describiéndolos como una "pareja ideal" que se complementa a la perfección. Además expresa la felicidad y gratitud por la existencia del otro, reconociendo que juntos han encontrado el verdadero significado del amor y la felicidad.

## Lista de canciones

### CD - Single[6]
| La pareja ideal / Vete con ella — Single |                   |          |  |
| N.º                                      | Título            | Duración |  |
| 1.                                       | «La pareja ideal» | 3:30     |  |
| 2.                                       | «Vete con ella»   | 3:47     |  |